# Розпад Югославії
Ро́зпад Югосла́вії відбувся внаслідок низки політичних потрясінь та конфліктів протягом 1990-х років. Після періоду політичної та економічної кризи у 1980-х республіки Югославії проголосили незалежність, але нерозв'язані питання спричинили міжетнічні югославські війни, що переважно зачепили Боснію та Герцеговину, сусідні частини Хорватії та Косово.
Після перемоги союзників у Другій світовій війні Югославія стала федерацією з шести республік та двох автономних країв, правлячою партією була Комуністична партія Югославії. Кожен автономний регіон мав окрему комуністичну партію. Всі суперечки між регіонами вирішувалися на федеральному рівні. Югославська модель держави і лавірування між плановою та ліберальною економікою забезпечили їй певний успіх, країна переживала період економічного росту і політичної стабільності до початку 1980-х, поки була під владою Йосипа Броз Тіто. Після його смерті ослаблена система федерального уряду виявилася нездатною протистояти наростаючим економічним і політичним викликам.
У 1980-х роках косовські албанці почали вимагати надання їхньому автономному краю статусу республіки (починаючи з протестів 1981 року). Етнічна напруженість між албанцями та косовськими сербами залишалася високою протягом усього десятиліття, що призвело до зростання незадоволення сербів широкою автономією країв і системою консенсусу на федеральному рівні в Югославії, які серби розглядали як перешкоду їхнім інтересам. У 1987 році до влади в Сербії прийшов Слободан Мілошевич, який завдяки низці популістських кроків отримав фактичний контроль над Косовом, Воєводиною та Чорногорією, здобувши серед сербів високий рівень підтримки своєї централістської політики. Мілошевич зіткнувся з опозицією з боку партійних лідерів західних республік Словенії та Хорватії, які виступали за більшу демократизацію країни відповідно до революцій 1989 року в Східній Європі. Союз комуністів Югославії розпався в січні 1990 року за федеральним принципом. Республіканські комуністичні організації стали окремими соціалістичними партіями.
1990 року колишні комуністи поступилися владою етнічним сепаратистським партіям на перших багатопартійних виборах, які відбулися по всій країні. Винятком були Сербія та Чорногорія, де перемогли Мілошевич та його союзники. Націоналістична риторика з усіх боків ставала дедалі гарячішою. В період з червня 1991 по квітень 1992 чотири республіки проголосили незалежність (лише Сербія та Чорногорія залишалися у складі федерації). Німеччина взяла на себе ініціативу і визнала незалежність Хорватії та Словенії. Невирішеним залишився статус етнічних сербів за межами Сербії та Чорногорії та етнічних хорватів за межами Хорватії. Після серії міжетнічних інцидентів почалися югославські війни, спочатку в Хорватії, а потім, найжорстокіша, у багатонаціональній Боснії та Герцеговині. Війни завдали економічних і політичних збитків у регіоні, які все ще лишаються відчутними. 
У підсумку шість колишніх югославських республік стали окремими державами, Боснію та Герцеговину було реорганізовано у федерацію з частково етнічним поділом, а Косово в односторонньому порядку проголосило незалежність від Сербії, яку визнали більшість членів ЄС та НАТО.

## Причини
Причини розпаду Югославії можна узагальнити такими трьома групами:
1. Cоціальні-економічні:
Економічна криза. На кінець 1985 р. безробіття становило 15%, інфляція — 100% (у 1989 — 3 000%), зовнішній борг досяг 19 млрд дол. США (1989 — 21 млрд дол.). На його обслуговування йшло до 40% усіх валютних доходів держави. Крім того близько 1 млн громадян постійно виїжджали на заробітки в Італію, Німеччину, Австрію. Це ще більше загострило нерівномірність розвитку різних частин держави. Найвищий рівень життя був у Словенії, найнижчий — у Косові, БіГ і Македонії.
2. Політичні:
Після смерті незмінного керманича Тіто заповідане ним колективне керівництво країни виявилося неспроможним виробити дієву модель управління. Зміцнювалися республіканські партійно-бюрократичні еліти, які прагнули якомога менше залежати від центру. Криза комуністичної партії.
3. Національно-релігійні:
Давні національні розбіжності між народами, що складали Югославію, в часи Тіто було фактично заморожено. Після його смерті зникла об'єднавча сила, що згладжувала кути між етнічними та релігійними спільнотами. Албанці Косова (у більшості мусульмани) вимагали ширшої автономії, тоді як серби (православні) сприймали Косово як середньовіче осердя сербської держави; цей конфлікт сприяв росту великосербського шовінізму, який також розглядав босняків-мусульман як «потурчених сербів». Активізація хортватського національного руху зачіпала історичну пам'ять сербів про геноцид[en], вчинений щодо цього народу хорватськими усташами в роки Другої світової війни. Водночас хорвати (католики) піднімали питання репресій та масових убивств хорватів і словенців комуністами (переважно сербами за національністю) уже після війни.

## Передісторія

### Югославія часів Тіто
Історія комуністичної Югославії почалася під час Другої світової війни. Атакувавши Югославію, Гітлер фактично розчленував її на окремі території. При цьому лідер хорватських усташів Анте Павелич сформував Незалежну Державу Хорватія, до складу якої увійшла також велика частина Боснії-Герцеговини. Німеччина, Італія, Албанія (маріонеткова держава під управлінням Муссоліні), Угорщина і Болгарія анексували Словенію, Македонію, Чорногорію, Воєводину і Косово.
У квітні 1941 року сербський націоналіст, полковник Драголюб Михайлович сформував рух «четників». У липні того ж року Йосип Броз Тіто розгорнув партизанську боротьбу проти нацистського режиму. Слід зазначити, що і четники і партизани бачили в людях Павелича відкритих ворогів і нещадно нищили їх. Партизани Тіто були людьми різних національностей, оскільки Тіто бачив майбутню Югославію федеративною соціалістичною державою. Михайлович же спирався тільки на сербів, оскільки був зацікавлений у відновленні унітарної держави довоєнного, монархічного порядку. У травні 1942 обстановка в Югославії дещо змінилася, оскільки найбільш радикальні четники провели ряд спільних (з окупантами) операцій проти партизанів. Однак війна в гірській країні склалася таким чином, що в 1943 році союзники зробили остаточну ставку на Тіто. Підтримка четників припинилася в 1944 році. Уклавши договір з СРСР, Тіто вибив нацистів з югославської землі, а потім брутально знищив усіх поплічників окупаційного режиму.
2 грудня 1945 року Тіто проголосив створення Федеративної Народної Республіки Югославія. До складу єдиної держави увійшли 6 республік і областей: Боснія-Герцеговина, Хорватія, Вардарська Македонія, Чорногорія, Словенія і Сербія (включаючи автономні області Косово і Воєводина). Бувши комуністом, Тіто проводив національну політику, лавіруючи між інтересами США і СРСР. У 1960 році Тіто став лідером Руху неприєднання. 7 квітня 1963 країна була перейменована на Соціалістичну Федеративну Республіку Югославія (СФРЮ).
21 лютого 1974 року в СФРЮ прийнято нову конституцію, завдяки якій в окремих областях з'явилася власна регіональна поліція. Подібна система управління була ефективна доти, поки Тіто керував державою. Югославський аналог КДБ швидко розбирався з ворогами режиму до виникнення серйозних проблем. Однак після смерті Тіто (в травні 1980 року) ситуація у федерації почала погіршуватися.

### Загострення ситуації в Косові
Хоча в Косові абсолютну більшість населення становили албанці (77,42%), край мав статус автономії у складі Сербії, що не подобалося нікому: албанці хотіли отримати статус республіки, а серби остерігалися повної албанізації регіону. Албанське населення Югославії було в певній культурній ізоляції щодо сусідніх слов'янських народів, а регіон був найбіднішим у країні. При цьому багато людей хотіли здобути вищу освіту, через що в Косові було найбільше в країні співвідношення як студентів, так і неписьменних. Університетська освіта не була гарантією успішного майбутнього, оскільки албанською мовою викладали здебільшого гуманітарні науки, що не могло забезпечити роботу поза бюрократією чи місцевими культурними установами. Це призвело до великої кількості безробітних, але високоосвічених і обурених албанців, які легко піддавалися націоналістичним настроям. Після смерті Тіто ця напруга вилилася в протести 1981 року, для придушення яких було залучено армію. Реакція уряду на демонстрації змінила політичний дискурс у Югославії, значно погіршивши її здатність підтримувати себе у майбутньому.

## Зростання націоналізму в Сербії (1987–1989)

### Слободан Мілошевич

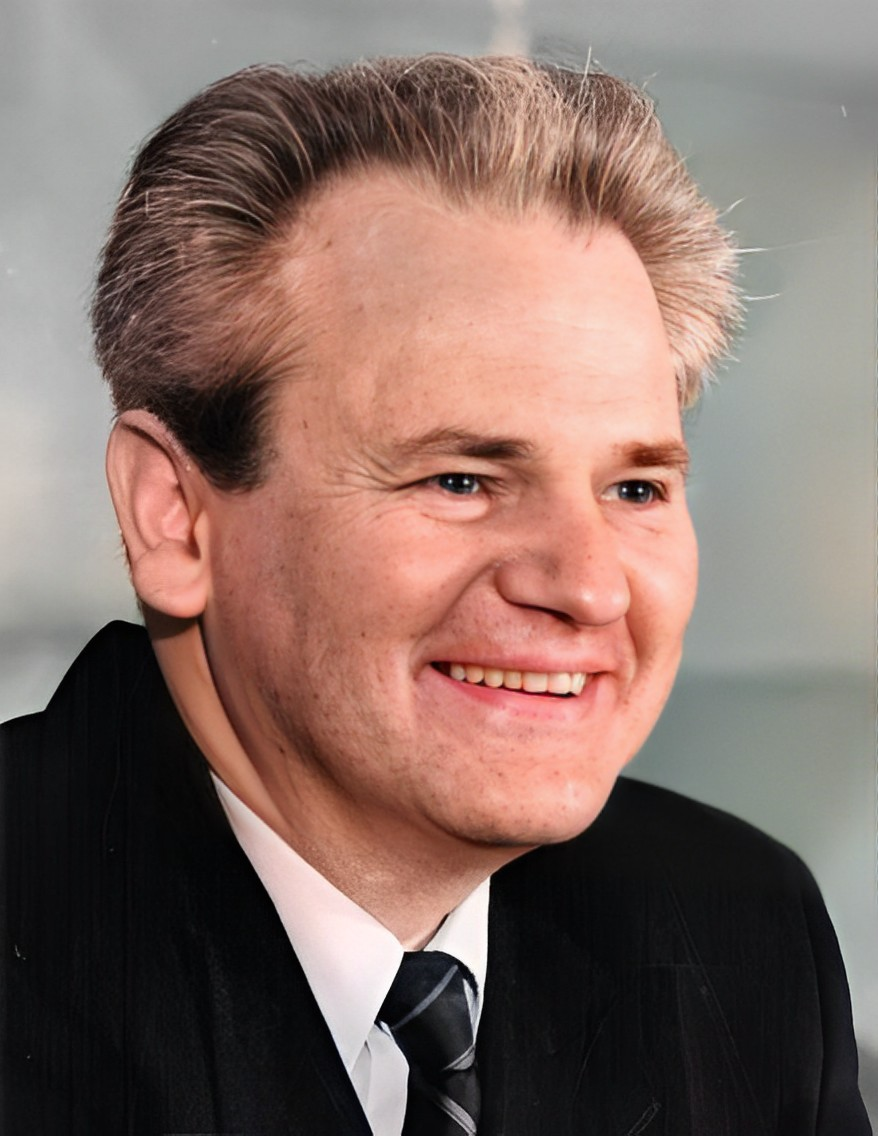
Слободан Мілошевич

1987 року сербського політика Слободана Мілошевича відправили заспокоїти протест косовських сербів проти албанської адміністрації краю Косово. До того часу Мілошевич був твердим комуністом, що засуджував усі форми націоналізму як зраду, наприклад, він назвав меморандум Сербської академії наук і мистецтв «нічим іншим, як найтемнішим націоналізмом». Утім, косовська автономія завжди була непопулярною у Сербії, тож він використав ситуацію, відійшовши від традиційної комуністичної нейтральності. 
Мілошевич запевнив сербів, що зловживання албанців щодо них буде зупинено. Після цього він розпочав кампанію проти правлячої комуністичної еліти СР Сербії, вимагаючи обмеження автономії Косова та Воєводини. Такі дії зробили його популярним серед сербів та посприяли його шляху до влади в республіці. Мілошевич та його союзники ввели в дію агресивний націоналістичний план відродження СР Сербії в межах Югославії, обіцяючи реформи та захист усіх сербів.
Правлячою партією СФР Югославії був Союз комуністів Югославії (СКЮ), що складався з восьми регіональних Союзів комуністів від шести республік та двох автономних країв. Союз комуністів Сербії (СКС) керував СР Сербією. На хвилі націоналістичного сентименту і своєї нової популярності, здобутої в Косові, Слободан Мілошевич (голова Союзу комуністів Сербії (СКС) з травня 1986) став найвпливовішим політиком Сербії після того, як здолав свого колишнього наставника президента Сербії Івана Стамболича на 8-ій сесії Союзу комуністів Сербії 22 вересня 1987 року. На мітингу 1988 року в Белграді Мілошевич чітко висловив своє бачення ситуації, з якою зіткнулася СР Сербія в Югославії, заявивши:
Вдома та за кордоном вороги Сербії гуртуються проти нас. Ми кажемо їм: «Ми не боїмося, ми не відступимо від бою».— Слободан Мілошевич, 19 листопада 1988.
Іншого разу він сказав:
Ми, серби, будемо діяти в інтересах Сербії, відповідно до конституції чи ні, відповідно до закону чи ні, відповідно до статутів партії чи ні.— Слободан Мілошевич

### Антибюрократична революція
Антибюрократична революція — це серія протестів у Сербії та Чорногорії, за якими стояв Мілошевич, для повалення влади його противників і приведення до влади його прихильників у САК Воєводині, САК Косові та СР Чорногорії. Уряд Чорногорії втримався після першого перевороту в жовтні 1988, але не встояв після другого в січні 1989. Таким чином після серії мітингів під назвою «Мітинги правди» прихильникам Мілошевича вдалося повалити місцеві уряди та замінити їх його союзниками.
Привівши своїх людей до влади в цих регіонах, Мілошевич отримав також прихильних до себе представників у Президії Югославії — колегіальному органі федерального рівня, де кожна республіка і край мали по одному голосу, а рішення приймалися простою більшістю. Якщо раніше окремі голоси Воєводини та Косова були інструментом обмеження сербського впливу, то тепер їх було використано для його збільшення: з восьми голосів Президії Мілошевич міг розраховувати на щонайменше чотири — СР Чорногорії, СР Сербії, САК Воєводини та САК Косова. 
У відповідь на ці події албанські шахтарі Косова організувати в лютому 1989 року страйк, вимагаючи збереження автономії. Це ще більше загострило етнічний конфлікт між албанцями та сербами у краї, де 77% населення у 1980-х складали албанці. 
В червні 1989 року відзначали 600-ту річницю битви на Косовому полі, в якій сербське військо зазнало поразки від османів, після чого почався занепад середньовічної сербської держави і багатостолітнє турецьке панування. Під час відзначення цієї річниці Слободан Мілошевич виголосив промову на Ґазиместані у присутності бл. 200 тисяч сербів, у якій звертався до сербської середньовічної історії. Відповіддю Мілошевича на недоліки федеральної системи була централізація. Зважаючи на те, що Словенія і Хорватія дивилися в бік незалежності, це вважалося неприйнятним з боку Мілошевича.

### Наслідки
Тим часом СР Хорватія та СР Словенія підтримали албанських шахтарів і їхню боротьбу за автономію краю. Медіа в Словенії публікували статті, що порівнювали Мілошевича з італійським фашистським диктатором Беніто Муссоліні. Мілошевич стверджував, що така критика була необґрунтованою і прирівнював її до сербофобії.  Державні ЗМІ Мілошевича у відповідь заявили, що Мілан Кучан, голова Союзу комуністів Словенії, підтримує сепаратизм Косова та Словенії. 
Початкові страйки в Косові переросли в масові демонстрації із закликами зробити Косово сьомою республікою. Це розлютило керівництво Сербії, яке застосувало поліцію, і вимагало застосувати федеральну армію (Югославську народну армію, ЮНА), на що потрібен був наказ Президії, де Мілошевич контролював половину, але не мав більшості. Президент (голова Президії) Раїф Диздаревич (босняк) був проти, але в день голосування Мілошевич зібрав величезний мітинг під стінами югославського парламенту в Белграді. Остерігаючись ще більшої дестабілізації, Диздаревич піддався. Наступного дня югославська армія зайшла в Косово, а лідера косовських албанців Азема Власі (якого кілька місяців перед тим усунули від влади люди Мілошевича), було заарештовано «за контрреволюційну діяльність». У березні 1989 криза поглибилася після прийняття поправок до сербської конституції, що дозволяли уряду СР Сербії взяти більшу владу над автономними краями Косова та Воєводини. 
В грудні 1989 року Мілошевич спробував організувати «Мітинг правди» в Любляні, на який мали приїхати його прихильники з Косова, продовжуючи антибюрократичну революцію. Спроба таким чином повалити уряд Мілана Кучана провалилася, а прихильників Мілошевича, що їхали в Словенію поїздом, зупинила хорватська поліція. На той час Словенія та Хорватія вже координували свої дії.

## Фінальна політична криза (1990–1992)

### Криза в Партії
В січні 1990 було скликано позачерговий 14-й з'їзд Союзу комуністів Югославії. Спільна югославська правляча партія, Союз комуністів Югославії (СКЮ) перебувала в кризі. Більшу частину з'їзду сербська та словенська делегації сперечалися про майбутнє партії. Сербська делегація на чолі з Мілошевичем наполягала на принципі «одна людина, один голос» у партійних голосуваннях, що зіграло би на користь найбільшої етнічної групи, тобто сербів.
Натомість хорвати та словенці пропонували реформувати Югославію через надання ще більших повноважень шести республікам. Проте всі їхні пропозиції було відхилено через голосування «проти» прихильників Мілошевича. Як наслідок словенська делегація покинула з'їзд 23 січня 1990 року. Мілошевич запропонував перерахувати кворум, але хорватська делегація заявила, що без словенців не буде брати участь у з'їзді. Таким чином загальноюгославська партія фактично припинила існування. Це, а також зовнішній тиск, привели до запровадження багатопартійної системи в усіх шести республіках.

### Багатопартійні вибори
Кожна республіка провела внутрішні багатопартійні вибори в 1990 році, за підсумками яких більшість нових урядів обрали більш націоналістичну політику, обіцяючи захищати національні інтереси своїх спільнот.
Націоналісти перемогли колишніх комуністів на виборах у Словенії (8 квітня 1990), Хорватії (22 квітня та 2 травня 1990), Македонії (11 та 25 листопада 1990) і в Боснії та Герцеговині (18 та 25 листопада 1990).
Колишні комуністи здобули перемогу на виборах в Чорногорії (9 та 16 грудня 1990) і Сербії (9 та 23 грудня 1990). Крім того Сербія переобрала Слободана Мілошевича на посаду президента. Сербія та Чорногорія підтримували ідею сербської Югославії.

### Етнічна напруга в Хорватії

Президент Хорватії Франьо Туджман

В Хорватії на виборах перемогла Хорватська демократична співдружність (ХДС), на чолі з Франьо Туджманом, що обіцяв «захистити Хорватію від Мілошевича» та публічно виступав за суверенітет Хорватії. Хорватські серби, що становили 12,2% населення, з насторогою зустріли націоналістичний уряд Туджмана, і влітку 1990 сербські націоналісти в південнохорватському Книні організували сепаратистське утворення під назвою Сербська Автономна Область Кра́їна, яка мала намір зберегти єдність із рештою сербського народу в разі відокремлення Хорватії. Уряд Мілошевича заохочував хорватських сербів до непокори, заявляючи, що для сербів влада Туджмана буде еквівалентом фашистської Незалежної Держави Хорватія, яка вчинила геноцид проти сербів в часи Другої світової війни. Мілошевич використовував цю тему в підконтрольних медіа, щоб налаштувати сербів проти хорватського уряду.
Хорватські серби в Книні під керівництвом місцевого поліцеського інспектора Мілана Мартича стали шукати зброю для успішної оборони від хорватського уряду. Їхні представники, зокрема мер Книна, їздили в серпні 1990 в Белград на зустріч із головою Президії Бориславом Йовичем, закликаючи його вжити заходів для недопущення відокремлення Хорватії від Югославії, оскільки, за їхніми словами, націоналістичний уряд Туджмана загрожує безпеці хорватських сербів. На одній із таких зустрічей міністр внутрішніх справ Петар Ґрачанин давав вказівки представникам хорватських сербів, як організовувати опір: будувати барикади, збирати будь-яку зброю, навіть мисливські рушниці. 
Початково ці дії стали відомі як революція колод через те, що серби блокували дороги до Книна зрізаними деревами, перешкоджаючи руху з центральної Хорватії на узбережжя Далмації. Хорватський уряд спершу відправив свого представника на переговори. Після невдачі уряд спробував придушити виступ силою, але гелікоптери зі спецпризначенцями перехопила югославська армія і змусила їх повернутися. Це продемонструвало, що югославська армія була значною мірою під сербським контролем, хоча офіційно армія пояснювала розворот гелікоптерів технічними питаннями. 21 грудня 1990 Сербське національне віче на чолі з Міланом Бабичем проголосило відокремлення Сербської Країни від Хорватії.
Восени 1990 Словенія, Хорватія та Македонія запропонували трансформувати Югославію в конфедерацію шести республік, проте Мілошевич відкидав усі такі пропозиції, заявляючи, що серби також мають право на самовизначення (маючи на увазі хорватських сербів).

### Незалежність Словенії та Хорватії
На референдумі в Словенії 23 грудня 1990 року абсолютна більшість громадян (88,5%) підтримали незалежність країни (проголошення незалежності відбулося згодом 25 червня 1991, в один день із Хорватією). Обидві країни сформували в 1990 власні міністерства оборони.
В січні 1991 року Югославська контррозвідувальна служба (КОС) опублікувала так звані «плівки Шпеґеля» — відео таємної зустрічі, що нібито відбулася 1990 року між міністром оборони Хорватії Мартіном Шпеґелем та двома іншими чоловіками. На цій зустрічі Шпеґель заявив, що Хорватія перебуває у війні з Югославською народною армією, розпорядився завезти контрабандою зброю (переважно з Угорщини), а також вказав, якими методами діяти проти югославських офіцерів, розквартированих у хорватських містах. Югославська армія вимагала судити Шпеґеля за зраду та контрабанду зброї, втім Туджман підписав указ про недоторканість міністрів.
1 березня 1991 року відбулися зіткнення в Пакраці (Хорватія), в місто було введено югославську армію. 9 березня 1991 в Белграді проходив багатотисячний мітинг за свободу преси, проти якого було залучено армію (більшість в Президії вдалося здобути голосом Македонії після того, як поліція спровокувала протестувальників на насилля). 
12 березня 1991 командування Армією переконувало Президію оголосити надзвичайний стан, який би дозволив федеральній армії взяти контроль над країною. Головнокомандувач армії Велько Кадієвич заявив, що існує змова для знищення країни:
Розроблено підступний план для знищення Югославії. Перший етап — громадянська війна. Другий етап — іноземне втручання. Потім по всій Югославії буде встановлено маріонеткові режими.— Велько Кадієвич, 12 березня 1991.
Ця заява свідчила, що серби сприймали нові незалежницькі уряди як інструмент Заходу. Представник Хорватії Стєпан Месич різко відповів на заклик армії, звинувативши Йовича та Кадієвича у намаганнях створити Велику Сербію, а можливе запровадження воєнного стану назвав оголошенням війни. Після цього Йович закликав делегатів проголосувати в питанні запровадження воєнного стану, наголошуючи, що це єдиний шанс вберегти цілісність Югославії. Ідею не підтримали, представник Боснії Боґич Боґичевич (етнічний серб) проголосував проти, вважаючи, що все ще існує можливість вирішити кризу дипломатичним шляхом.
Під час другого голосування щодо воєнного стану в березні 1991 представник Косова Різа Сапунджіу відмовився підтримувати фракцію Мілошевича. Йович на знак протесту ненадовго подав у відставку з поста голови Президії, але згодом повернувся. 16 травня 1991 сербський парламент замінив Сапунджіу на Сейдо Байрамовича, а представника Воєводини Ненада Бучина — на Югослава Костича. Після цього фракція Мілошевича остаточно здобула чотири голоси з восьми і могла заблокувати будь-які несприятливі рішення на федеральному рівні (такі як пропозиції інших республік реформувати югославську федерацію).
Мілошевич шукав шляхи залучити армію без рішення Президії, але остерігався втручання Заходу. За словами Йовича, для вирішення цього питання Кадієвич таємно вирушив до Москви, де йому надали розвіддані, з яких випливало, що Захід не має наміру втручатися у ймовірний конфлікт у Югославії. Відтак Мілошевич і Йович зібрали зустріч із керівництвом армії, щоб спонукати їх діяти в обхід Президії.

## Початок Югославських війн

### Війна в Словенії

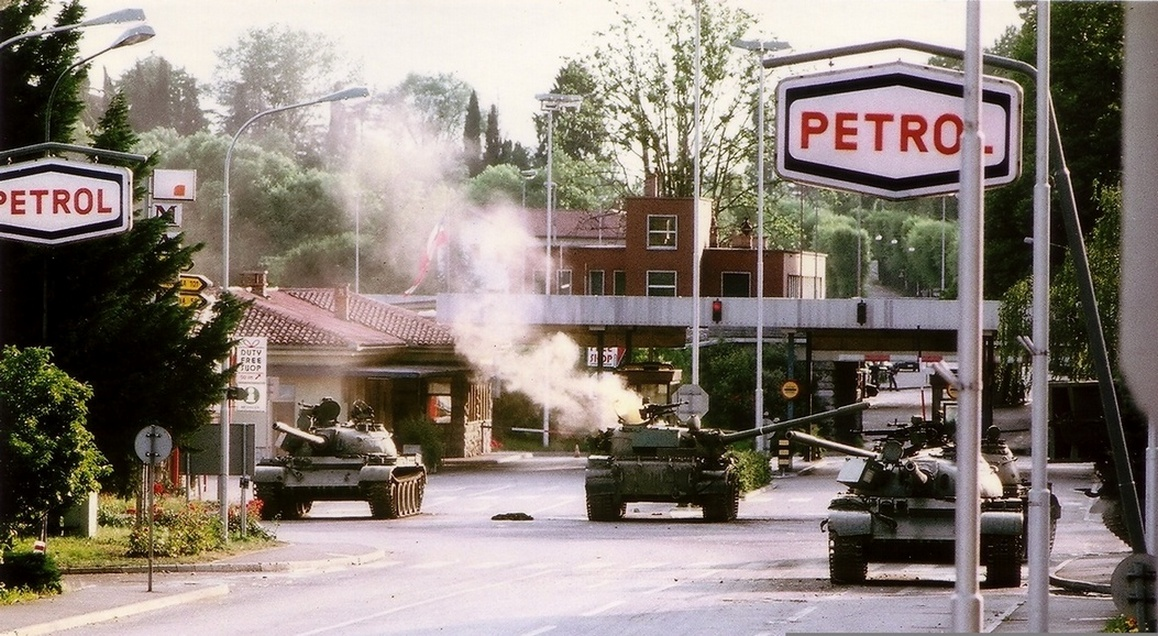
Югославський танк Т-55, уражений словенською протитанковою зброєю біля пункту пропуску через словенсько-італійський кордон у Рожній Долині.

Словенія і Хорватія проголосили незалежність в один день 25 червня 1991. Вранці 26 червня частини 13-го корпусу Югославської народної армії виїхали з Рієки в Хорватії в напрямку словенсько-італійського кордону. Цей крок одразу ж викликав реакцію місцевих словенців, які спонтанно організували барикади і демонстрації проти дій ЮНА. Сутичок не було, обидва боки дотримувалися політики не завдавати удару першим.
На той час словенський уряд уже запустив план із захоплення контролю над міжнародним аеропортом Любляни і пунктами пропуску на кордоні з Італією, Австрією та Угорщиною. Персонал, що обслуговував прикордонні пункти, переважно складався зі словенців, тому взяття під контроль здебільшого зводилося до простої зміни уніформи та знаків розрізнення без будь-яких боїв. Взявши під контроль кордони, словенці отримали змогу влаштувати оборонні позиції проти можливих атак ЮНА. Це означало, що ЮНА мала першою відкрити вогонь, що й сталося 27 червня о 14:30 в Дивачі.
Хоча Європейська спільнота була прихильною до права на самовизначення, вона тиснула на Словенію на Хорватію, аби ті відклали набуття чинності своїх незалежностей на три місяці. Таким чином 7 липня 1991 було підписано Бріонську угоду (визнану представниками всіх республік). Війна в Словенії закінчилася. За ці три місяці ЮНА вивела війська зі Словенії. 

### Початок війни в Хорватії (1991)

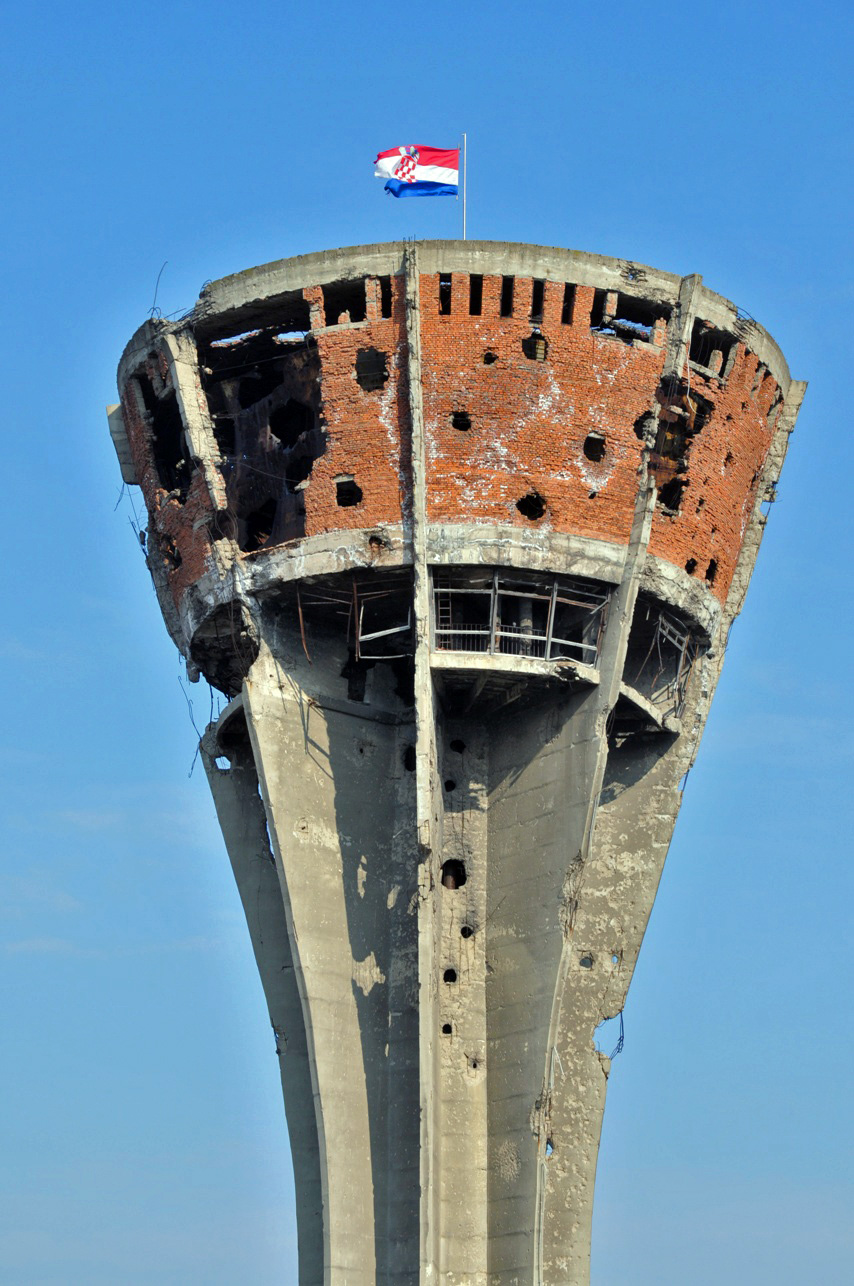
Пошкоджена водонапірна вежа у Вуковарі стала символом хорватської війни за незалежність. Вуковар перебував у сербській облозі 87 днів.

Плитвицький інцидент між хорватськими урядовими військами та сепаратистами САО Країна, підтримуваними ЮНА, в кінці березня — на початку квітня 1991 став початком війни Хорватії за незалежність. 1 квітня 1991 САО Кра́їна оголосила про відокремлення від Хорватії. В цей час Мілошевич і Туджман провели дві зустрічі (пізніше стало відомо, що серед іншого вони обговорювали майбутнє Боснії та Герцеговини й розглядали варіант поділу країни на сербську та хорватську адміністративні території). 
В районі Вуковара, де значна частина населення була сербами, також почалося напруження. В обох середовищах були як прихильники збереження миру, так і прихильники воєнного рішення. У квітні 1991 група з трьох хорватів, серед яких був майбутній міністр оборони Хорватії Ґойко Шушак влаштували провокацію, здійснивши три сліпі постріли по Боровому Селу, де мешкали переважно серби. У відповідь до Борового Села прибули сербські парамілітаристи на чолі з Воїславом Шешелем, там відбулася сутичка між хорватами та сербами. 
Одразу після проголошення незалежності Хорватії 25 червня 1991 хорватські серби проголосили створення Сербських Автономних Областей Західна Славонія та Східна Славонія, Бараня і Західний Срем. 19 грудня 1991 ці три регіони проголосили про об'єднання в Республіку Сербську Кра́їну.
У вересні 1991 в Гаазі відбувалися мирні переговори між усіма республіками Югославії. Мілошевич погодився визнати незалежність Хорватії за умови гарантій прав сербів. Він сподівався в такому разі поширити свою владу на Боснію та Герцеговину. Крім того, для повноцінної війни в Сербії не було союзників (Росія, що переживала розпад СРСР, не мала можливостей втрутитися), а на боці Хорватії могла виступити Німеччина. Лорд Карінґтон запропонував план урегулювання. Серед іншого в документі йшлося про право кожної республіки на незалежність. Мілошевича це не влаштовувало, він стверджував, що Європейська спільнота не має права розпускати Югославію і що план суперечить інтересам сербів, оскільки він розділить сербський народ на чотири республіки (Сербію, Чорногорію, Боснію і Герцеговину та Хорватію). У відповідь Карінґтон поставив це питання на голосування, в якому всі інші республіки, зокрема Чорногорія під керівництвом Моміра Булатовича, спочатку погодилися з планом розпуску Югославії. Однак після сильного тиску з боку Сербії Булатович змінив свою позицію і виступив проти розпаду Югославії, тож план не було втілено.
Ще під час планованого підписання угоди югославська армія обстріляла Дубровник. Місто було взято в облогу, що тривала до травня 1992 року. Таким чином Сербія продовжила війну. Користуючись військовою перевагою, серби досить швидко взяли під контроль території Сербської Кра́їни. Винятком стало місто Вуковар на сербсько-хорватському кордоні, яке залишалося під хорватським контролем у майже повному оточенні. Битва за місто тривала 87 днів, після чого хорвати зазнали поразки. Під час захоплення Славонії серби вдавалися до етнічних чисток. Перший належно задокументований випадок стався в селі Вочин 12-13 грудня 1991. 
23 грудня 1991 нещодавно об'єднана Німеччина визнала незалежність Словенії та Хорватії, що стало неприємною несподіванкою для більшості урядів ЄС та США, які обрали політику нейтралітету і спонукання до переговорів.

## Незалежність Македонії та БіГ

### Македонія
На референдумі про незалежність Македонії 8 вересня 1991 95,26% громадян проголосували за незалежність, проголошену 25 вересня 1991.
500 американських солдатів під егідою ООН було залучено для моніторингу північного кордону Македонії з Сербією. Однак Белград не втрутися, щоб завадити відокремленню Македонії і не протестував проти залучення сил ООН. Після трансформації СФРЮ в Федеративну Республіку Югославію у квітні 1992 року нова сербська держава офіційно визнала незалежність Македонії і встановила з нею дипломатичні відносини. Таким чином Македонія стала єдиною країною, що відокремилась від Югославії без протистояння з ЮНА. Крім того перший президент Македонії Кіро Ґліґоров підтримував хороші відносини з Белградом та іншими колишніми республіками. 
Конфлікт у Македонії виник в 2001 році між албанськими націоналістами та урядом Республіки Македонія. Це був останній збройний конфлікт розпаду Югославії.

### Боснія і Герцеговина

#### Політична ситуація в Боснії і Герцеговині

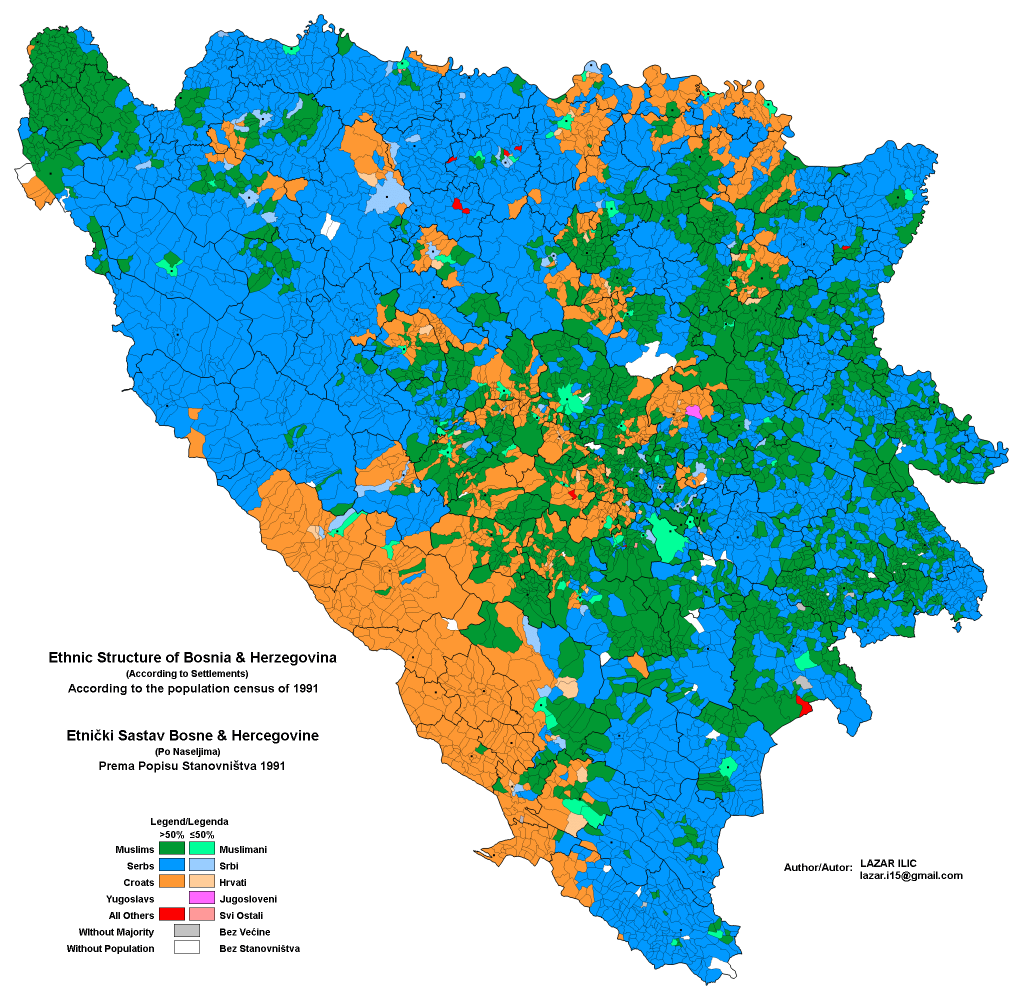
Етнічна карта БіГ у 1991 році

З усіх югославських республік населення Боснії найбільш неоднорідне. Більшість тут складали босняки-мусульмани (43,48%), але серби (31,22%) та хорвати (17,39%) становили чималі меншини. 
У 1991-1992 роках ситуація стала напруженою. Парламент БіГ розділився на етнічні фракції. 1991 року Радован Караджич, лідер Сербської демократичної партії, що була найбільшою в сербській фракції, у відповідь на можливе відокремлення БіГ від Югославії заявив:

Те, що ви робите, недобре. Той шлях, яким ви хочете провести Боснію та Герцеговину, — це той самий шлях пекла та смерті, яким ішли Словенія та Хорватія. Не думайте, що ви не заведете Боснію і Герцеговину в пекло, а мусульманський народ, можливо, на вимирання. Тому що мусульманський народ не зможе захистити себе, якщо тут буде війна.— Радован Караджич, 14 жовтня 1991.
Тим часом навесні 1991 Мілошевич та Туджман таємно домовилися поділити Боснію та Герцеговину на сербську та хорватську адміністративні території, аби уникнути війни між боснійськими сербами та боснійськими хорватами. В листопаді 1991 боснійські серби провели референдум, на якому абсолютна більшість проголосувала за те, щоб залишитись у спільній державі з Сербією та Чорногорією.
9 січня 1992 боснійські серби проголосили Республіку сербського народу Боснії та Герцеговини (згодом відому як Республіка Сербська) і приступили до формування сербських автономних областей (САР) по всій території держави. Уряд Боснії та Герцеговини визнав неконституційним сербський референдум про збереження в Югославії та створення САР.
Організований центральним урядом Алії Ізетбеґовича референдум про незалежність БіГ відбувся 29 лютого та 1 березня 1992 року. Федеральний конституційний суд Югославії та новостворений уряд боснійських сербів оголосив референдум недійсним, більшість боснійських сербів бойкотувала його. За офіційними результатами, явка склала 63,4%, з яких 99,7% проголосували за незалежність.
Боснія і Герцеговина проголосила незалежність 3 березня 1992 року, здобувши міжнордне визнання через місяць у квітні. Того ж дня серби відповіли проголошенням незалежності Республіки Сербської та початком бойових дій у Сараєві, що поклало початок Боснійській війні. Республіка Боснія і Герцеговина стала членом ООН 22 травня 1992 року.

#### Боснійська війна і завершення війни в Хорватії (1992-1995)
Війна в Боснії тривала більше трьох з половиною років. Спершу у війні було три сторони — серби (Республіка Сербська, підтримувана Белградом), хорвати (Республіка Герцег-Босна, підтримувана Заґребом) та босняки (Республіка Боснія і Герцеговина). В 1992 році на території БіГ з'явилися Охоронні сили ООН, які мали захищати цивільне населення від етнічних чисток, найбільшою з яких була різанина у Сребрениці, вчинена збройними силами Республіки Сербської щодо босняцького населення. 
В березні 1994 року босняки та хорвати уклали мир, утворивши Федерацію Боснії та Герцеговини. Після цього вони діяли спільно проти сербів. В серпні 1995 року Хорватія та БіГ провели операцію «Буря», ліквідувавши Республіку Сербську Країну та взявши під контроль західну Боснію. Серби Славонії підписали Ердутську угоду, за якою регіон вступав у перехідний період інтеграції в хорватську державу.
14 грудня 1995 року Мілошевич, Туджман та Ізетбеґович підписали Дейтонські угоди, що поклали кінець Боснійській війні і створили підґрунтя для сучасної структури держави: Республіка Боснія та Герцеговина складається з двох етнітетів, а саме Федерації Боснії та Герцеговини (боснійсько-хорватської федерації), розділеної на 11 кантонів, та Республіки Сербської. Було прийнято нейтральний прапор, герб і гімн. На чолі держави стоїть президія, що складається з представників трьох найбільших етносів.

## Конфлікт у Косові

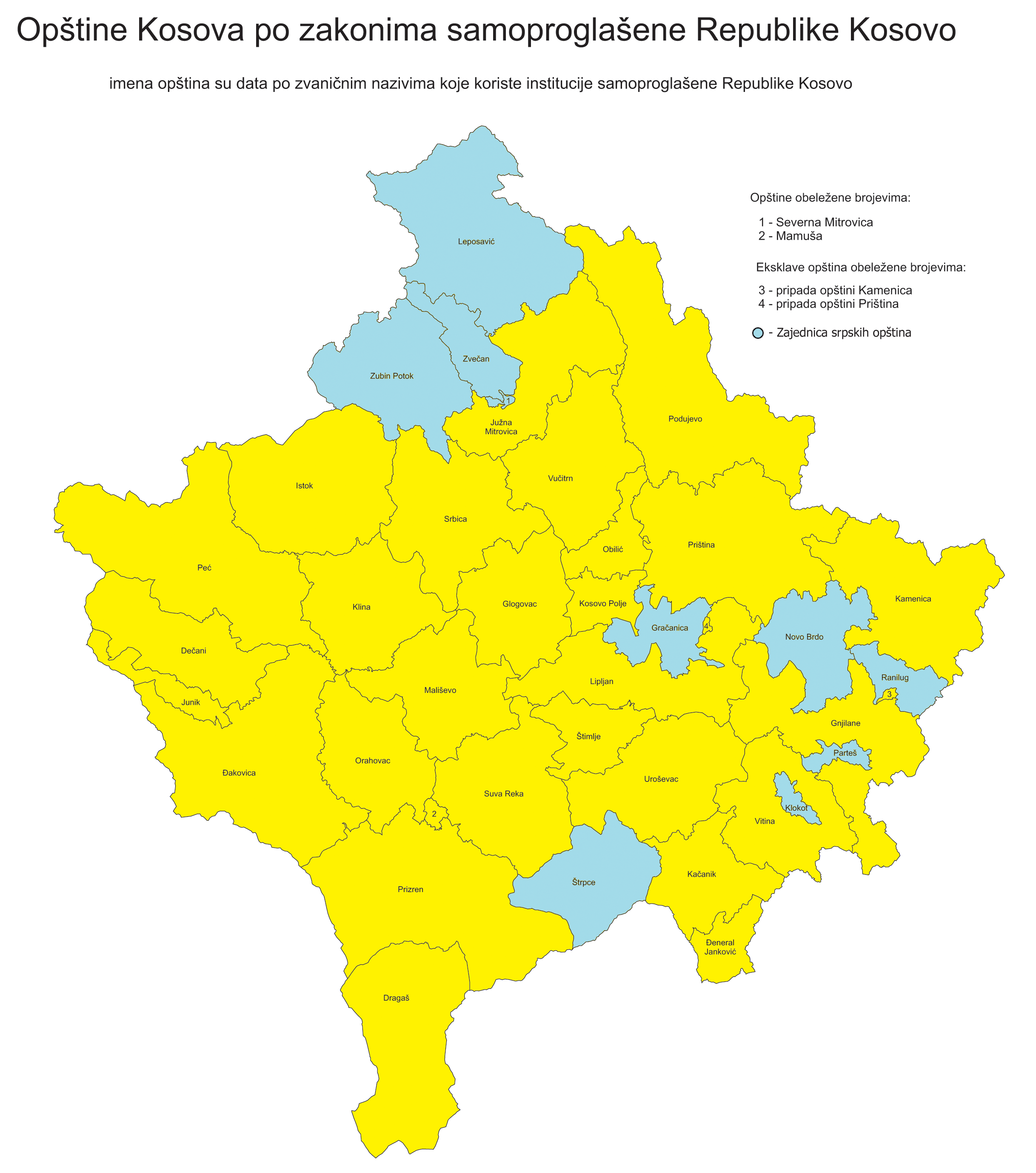
Сербські анклави в Республіці Косово (позначено темнішим кольором).

### Косовська війна
Невдовзі після смерті Тіто навесні 1981 року в Косові відбулися масштабні протести. Почавшись як соціальні (за покращення умов проживання студентів), вони переросли в політичні з вимогою розширення автономії до статусу республіки (населення Косова було на 77,4% албанським). Протести було розігнано армією, а серед сербів почало рости незадоволення автономією краю. 
Восени 1988 Мілошевич, використовуючи протести своїх прихильників, змінив керівництво Косова на чолі з Аземом Власі на контрольоване. В березні 1989 було суттєво урізано автономію краю.
22 вересня 1991 року, коли в Гаазі представники республік Югославії обговорювали можливий мирний розпад федерації, Косово проголосило незалежність, яку визнала тільки Албанія. В референдумі про незалежність 26-30 вересня 1991 взяло участь 87,01% громадян, з яких 99,98% проголосували за. 
Контроль Сербії над краєм зберігався, втім косовські албанці організували низку паралельних органів влади в галузі освіти, медичної допомоги, а також оподаткування. 
Ситуація почала загострюватись після того, як уряд Югославії у 1996–1997 роках почав переселяти сербських біженців із Хорватії та Боснії і Герцеговини на територію Косова. Це призвело до збройних конфліктів між загонами Армії визволення Косова та югославською поліцією та армією. З початку 1998 року ці сутички набули характеру воєнних дій, з боку югославської армії почалися репресії щодо мирного населення, які наприкінці 1998 та на початку 1999 років мали всі ознаки етнічних чисток.
Попри різке зростання кількості албанських біженців, що кваліфікувалося як гуманітарна катастрофа, Рада Безпеки ООН в умовах блокування з боку Росії не змогла прийняти жодної резолюції, яка б примушувала центральну владу Югославії припинити етнічні чистки й вивести регулярні військові частини з території Косова. В березні-червні 1999 року НАТО провело повітряну операцію проти Югославії, здійснюючи бомбардування країни. Як наслідок Сербія була змушена вивести війська з Косова, край перейшов під управління ООН.

### Незалежність Косова
17 лютого 2008 року Парламент Косова проголосив незалежність краю. Цього разу Косово здобуло визнання 52,3% членів ООН (зокрема більшості членів ЄС і НАТО). Сербія не визнає незалежності Косова, а косовські серби бойкотують його органи влади. Переговори щодо врегулювання статусу Косова тривають досі.

## Міжнародне визнання розпаду Югославії
Тоді як Франція, Велика Британія та більшість інших країн-членів Європейського Союзу все ще наголошували на необхідності збереження єдності Югославії, канцлер Німеччини Гельмут Коль наважився визнати перші дві на той час самопроголошені республіки Словенії та Хорватії. Він закликав як національні уряди, так і ЄС бути прихильнішими до його політики, а також поїхав до Белграда тиснути на федеральний уряд, аби той не застосовував військової сили, погрожуючи санкціями. За кілька днів до кінця року, 23 грудня, Німеччина визнала незалежність Словенії та Хорватії «всупереч порадам Європейської спільноти, ООН і президента США Джорджа Буша-старшого».
У листопаді 1991 року Арбітражна комісія Мирної конференції у справах Югославії, очолювана Робером Бадентером, на прохання лорда Карінґтона зробила висновок, що СФРЮ перебуває в процесі розпаду, що сербське населення Хорватії та Боснії не має права до самовизначення у формі нових держав, а кордони між республіками мають бути визнаними міжнародними. Через розгортання конфлікту, 27 листопада 1991 року Рада Безпеки ООН одноголосно прийняла резолюцію 721, що відкрила шлях до початку миротворчих операцій у Югославії.
У січні 1992 року Хорватія та Югославія підписали перемир'я під наглядом ООН, тоді як між сербським та хорватським керівництвом тривали переговори щодо поділу Боснії та Герцеговини.
15 січня 1992 року міжнародна спільнота визнала незалежність Хорватії та Словенії. Пізніше 22 травня 1992 року Словенія, Хорватія та Боснія і Герцеговина стали членами Організації Об'єднаних Націй. Македонію було прийнято як державу-члена ООН 8 квітня 1993 року під назвою Колишня Югославська Республіка Македонія; затвердження її членства зайняло більше часу через заперечення греків щодо її назви.

## Подальша доля Сербії та Чорногорії

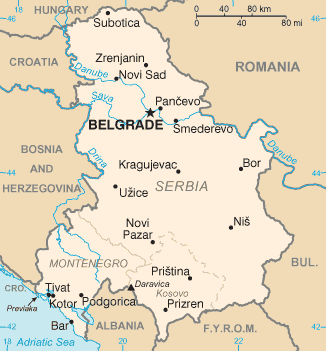
Федеральна Республіка Югославія складалася з Сербії та Чорногорії.

Незалежність Боснії та Герцеговини стала останнім ударом по пан'югославській Соціалістичній Федеративній Республіці Югославія. 28 квітня 1992 року СФРЮ було трансформовано в Союзну Республіку Югославію (СРЮ), де переважали серби, і яка складалася лише з двох колишніх соціалістичних республік: Сербії та Чорногорії. Уряд Мілошевича заявив про спадкоємність колишньої країни, але міжнародне співтовариство відмовилося визнати це як таке. Позиція міжнародної спільноти полягала в тому, що Югославія розпалася на окремі держави. Резолюція ООН від 22 вересня 1992 року не дозволила Союзній Республіці Югославії продовжувати займати місце в Організації Об'єднаних Націй як державі-наступниці СФРЮ. Лише в 2001 році колишні югославські республіки підписали угоду про правонаступництво СФРЮ.
Через початок війни проти СРЮ було запроваджено санкції, через які її економіка через п'ять років упала. Війна в Хорватії та БіГ завершилася 1995 року підписанням Дейтонської угоди. Косовська війна почалася в лютому 1998 і завершилася бомбардуванням Сербії силами НАТО. В жовтні 2000 року режим Слободана Мілошевича було повалено, а його самого в червні 2001 року було передано до міжнародного трибуналу у справах Югославії в Гаазі.
4 лютого 2003 СР Югославію було перейменовано на Державний союз Сербії та Чорногорії. Ця держава була нестабільною і остаточно розпалася в 2006 році: 21 травня 2006 55,5% чорногорців підтримали незалежність країни на референдумі, а 3 червня 2006 парламент проголосив Чорногорію незалежною державою. Сербія стала правонаступницею спільної держави.
Після завершення Косовської війни Косово перебувало під адміністрацією ООН, номінально залишаючись частиною Сербії. 17 лютого 2008 Косово проголосило незалежність від Сербії як Республіка Косово. США, Велика Британія та більшість ЄС визнали це актом самовизначення. Водночас Сербія і частина міжнародної спільноти (зокрема Росія, Китай та Іспанія) не визнали незалежності Косова.